# Квітневе (Миколаївський район)
Квітневе — селище в Україні, у Первомайській селищній громаді Миколаївського району Миколаївської області. Населення становить 460 осіб.

## Населення
Згідно з переписом УРСР 1989 року чисельність наявного населення селища становила 438 осіб, з яких 209 чоловіків та 229 жінок.
За переписом населення України 2001 року в селищі мешкало 460 осіб.

### Мова
Розподіл населення за рідною мовою за даними перепису 2001 року:
| Мова       | Відсоток |
| ---------- | -------- |
| українська | 94,13 %  |
| російська  | 5,00 %   |
| білоруська | 0,22 %   |
| інші       | 0,65 %   |

## Постаті
- Філоненко Максим Валерійович (1977—2014) — солдат Збройних сил України, учасник російсько-української війни.